# Црква светог великомученика Димитрија (Шарок)
Црква светог великомученика Димитрија је један од православних храмова Српске православне цркве у Шароку (мађ. Sárok). Црква припада Будимској епархији Српске православне цркве.
Црква је посвећена светом великомученику Димитрију.

## Историјат
Срби у Шароку су покушали да сазидају цркву у Шароку још 1778. године. Тада је царица Марија Терезија вратила молбу будимског епископа Софронија Кириловића који се за заузимао за подизање цркве.
Црква светог великомученика Димитрија у Шароку је подигнута почетком 19. века, а обновљена 1895. године. Иконостас, слабијег сликарског рада, потиче из друге половине 19. века.
Црква светог великомученика Димитрија у Шароку је парохија Архијерејског намесништва мохачког чији је Архијерејски намесник Јереј Зоран Живић. Администратор парохије је Јереј Милан Ерић.